# 豊田市美術館
豊田市美術館（とよたしびじゅつかん、英語：Toyota Municipal Museum of Art）は、愛知県豊田市にある公立美術館。

## 概要
1995年（平成7年）に開館した。市街地の中心部に近く、かつて挙母城（七州城）のあった高台の一角に建設されている。美術館の建物は、建築家・谷口吉生の設計によるものである。
20世紀美術とデザインの収蔵、現代美術の意欲的な企画展で全国的に知られ、また漆芸で高名な作家・髙橋節郎の作品を収蔵する髙橋節郎館を併設している。
2024年（令和6年）4月26日には隣接地に豊田市博物館が開館した。豊田市美術館と2024年開館の豊田市博物館の庭園設計はいずれもランドスケープ・デザイナーのピーター・ウォーカーによるものである。

## 建築
建築は、土門拳記念館や葛西臨海水族園、丸亀市猪熊弦一郎現代美術館、ニューヨーク近代美術館新館で知られる谷口吉生による。鉄とガラスのシンプルな形態のモダニズム建築で、展示や鑑賞や収蔵品の管理に対する配慮の行き届いた機能的な建築である。また、展示室から別の展示室がわずかに見えたり、順路の途中の廊下から豊田市の眺望が開けるなど、意外性や面白さも併せ持っている。
建物は地形の傾斜にあわせて、1階部分も2階部分も地面に接している。1階部分は芝生の広場に面したエントランスで、2階部分のレベルは広大な人工池に面し、アメリカ製の緑色のスレートや白いガラスを用いている美術館本体や髙橋節郎館など、回廊状に連なった四角い建築群が水面によく映えている。池の対岸には彫刻の散歩道や茶室、復元された七州城隅櫓がある。ランドスケープデザインはピーター・ウォーカー (ランドスケープアーキテクト)。
茶室「童子苑」は、かつての美術館の敷地の一帯を指す「童子山」（どうじやま）という地名にちなむ。また七州城の隅櫓は当時の石垣を生かして1978年（昭和53年）に再建されたものである。隅櫓に隣接する書院は「又日亭」（ゆうじつてい）といい、明治まで寺部城の城内にあった書院である。明治年間に千足町の竜寿院に移築され、その後解体される予定であったが、隅櫓再建とともに、同年豊田市によって現在地に移築された。茶室では美術館営業日には観客に立礼席茶会を提供しているほか、茶室・隅櫓広間・又日亭とも市民の利用に開放されている。

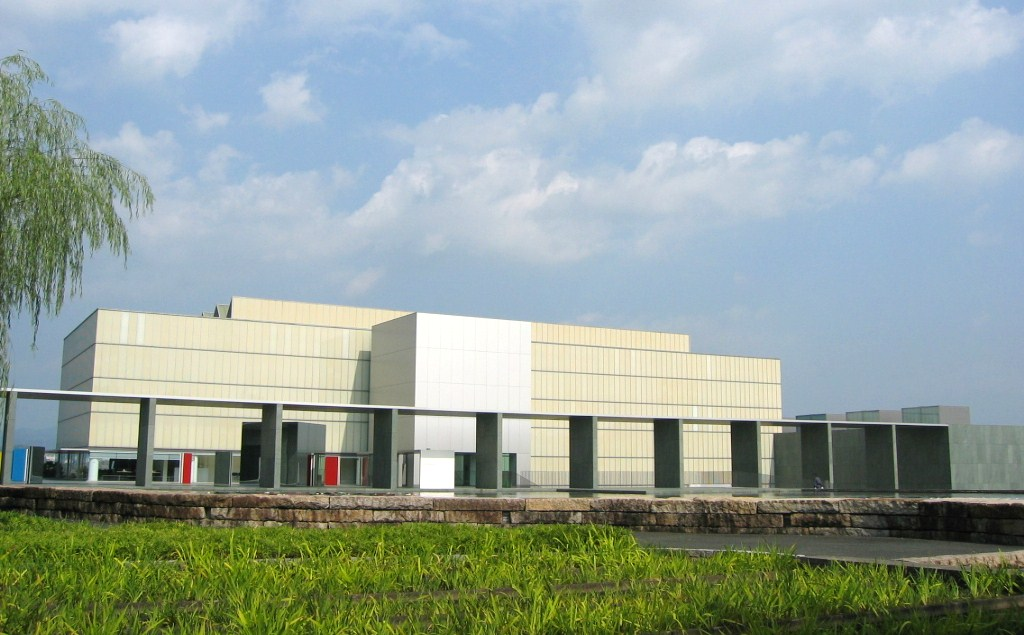
外観 （2007年（平成19年）7月）
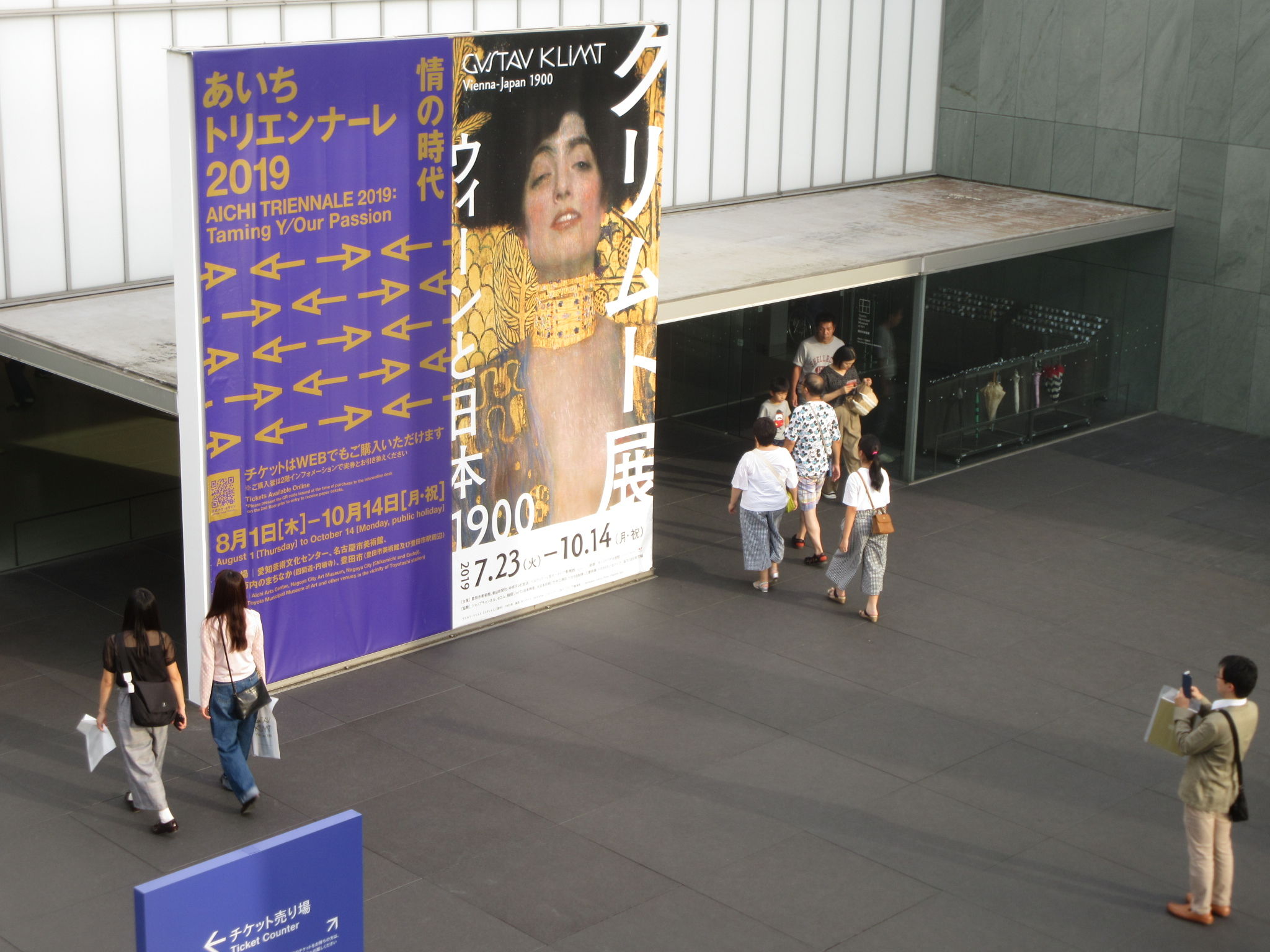
あいちトリエンナーレ2019開催時の入口 （2019年（令和元年）9月）
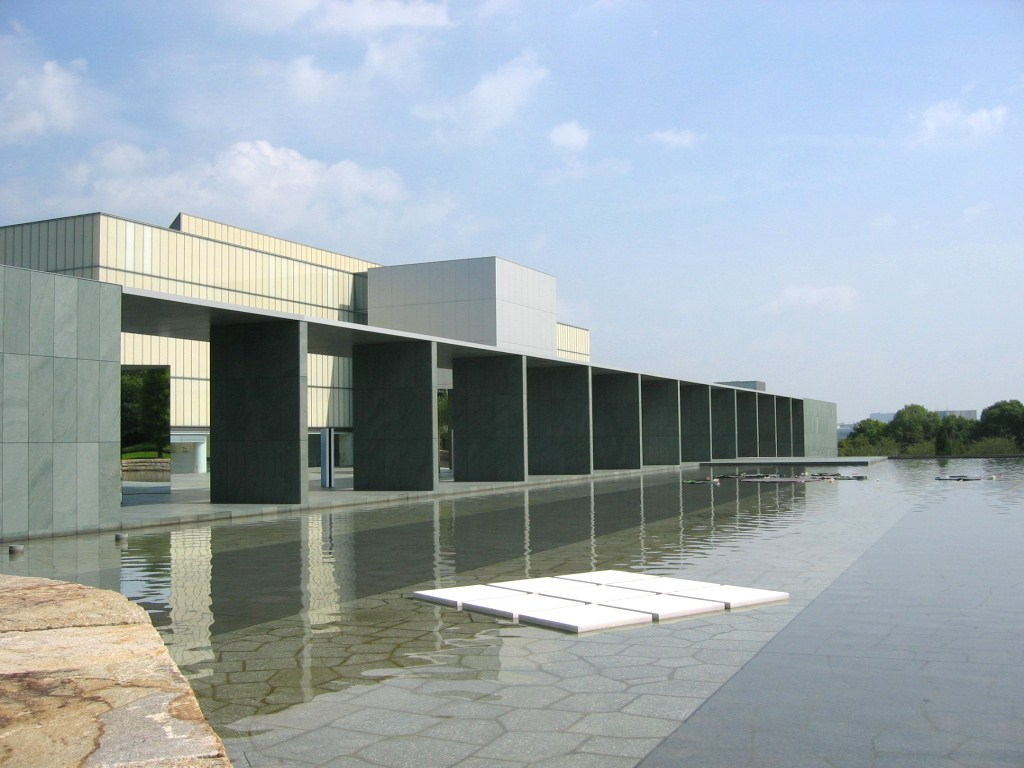
池に浮かぶ松澤宥の作品『白鳥の歌』
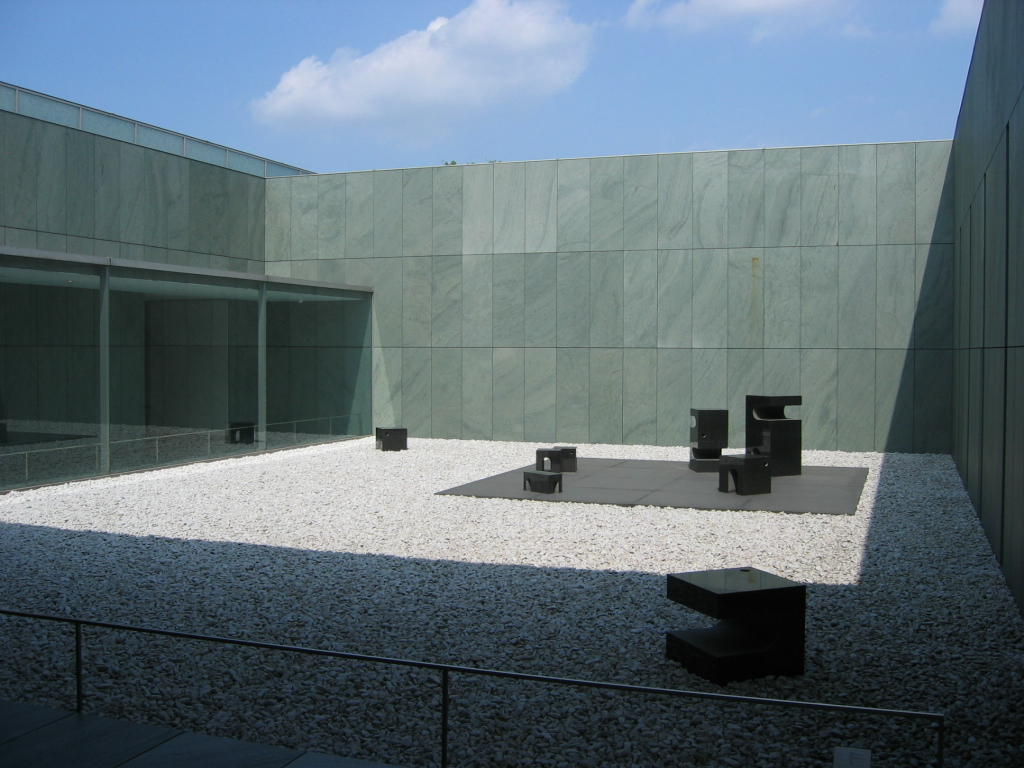
髙橋節郎館 （2007年（平成19年）7月）
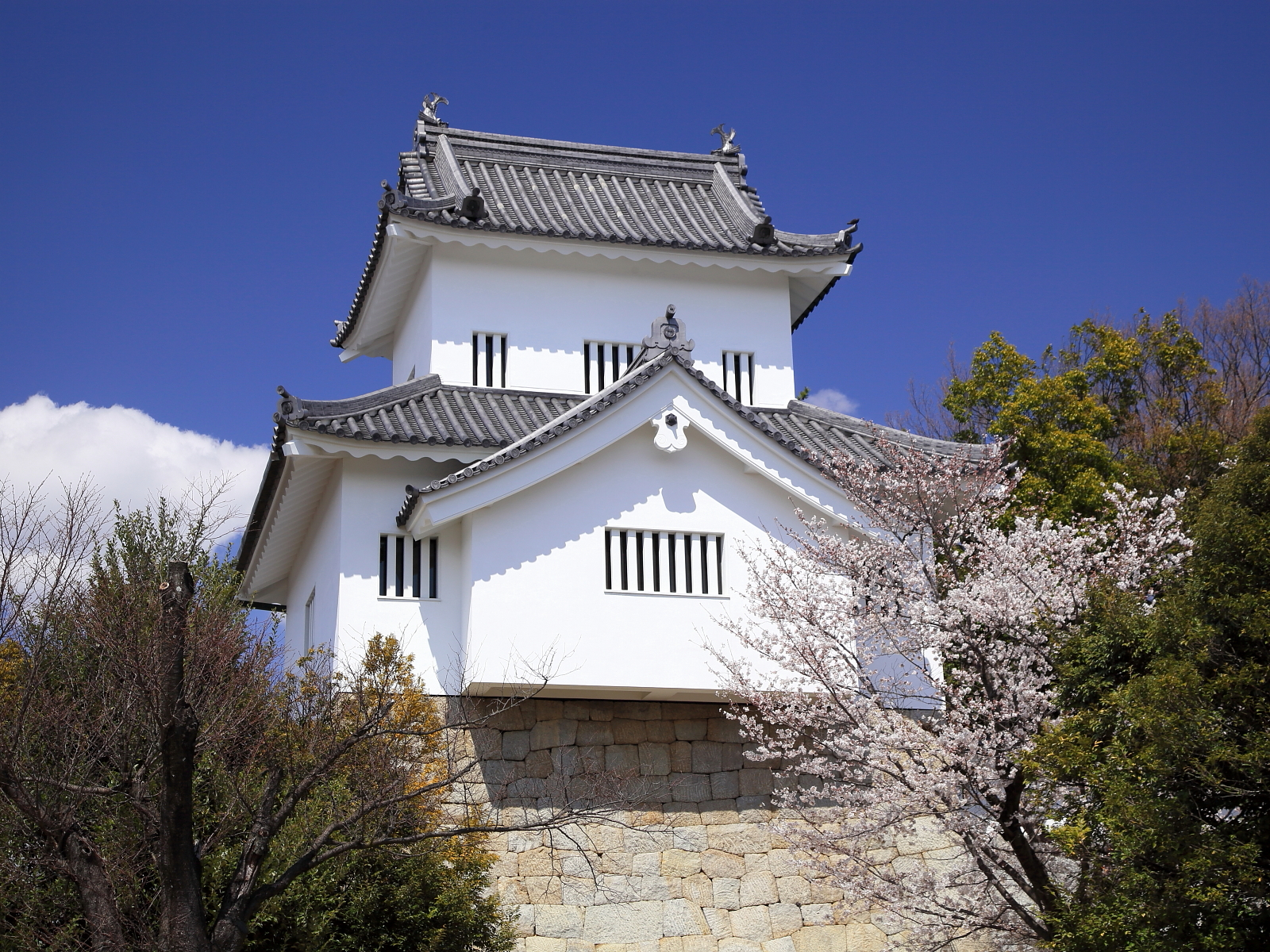
挙母城（七州城）復元隅櫓 （2012年（平成24年）4月）
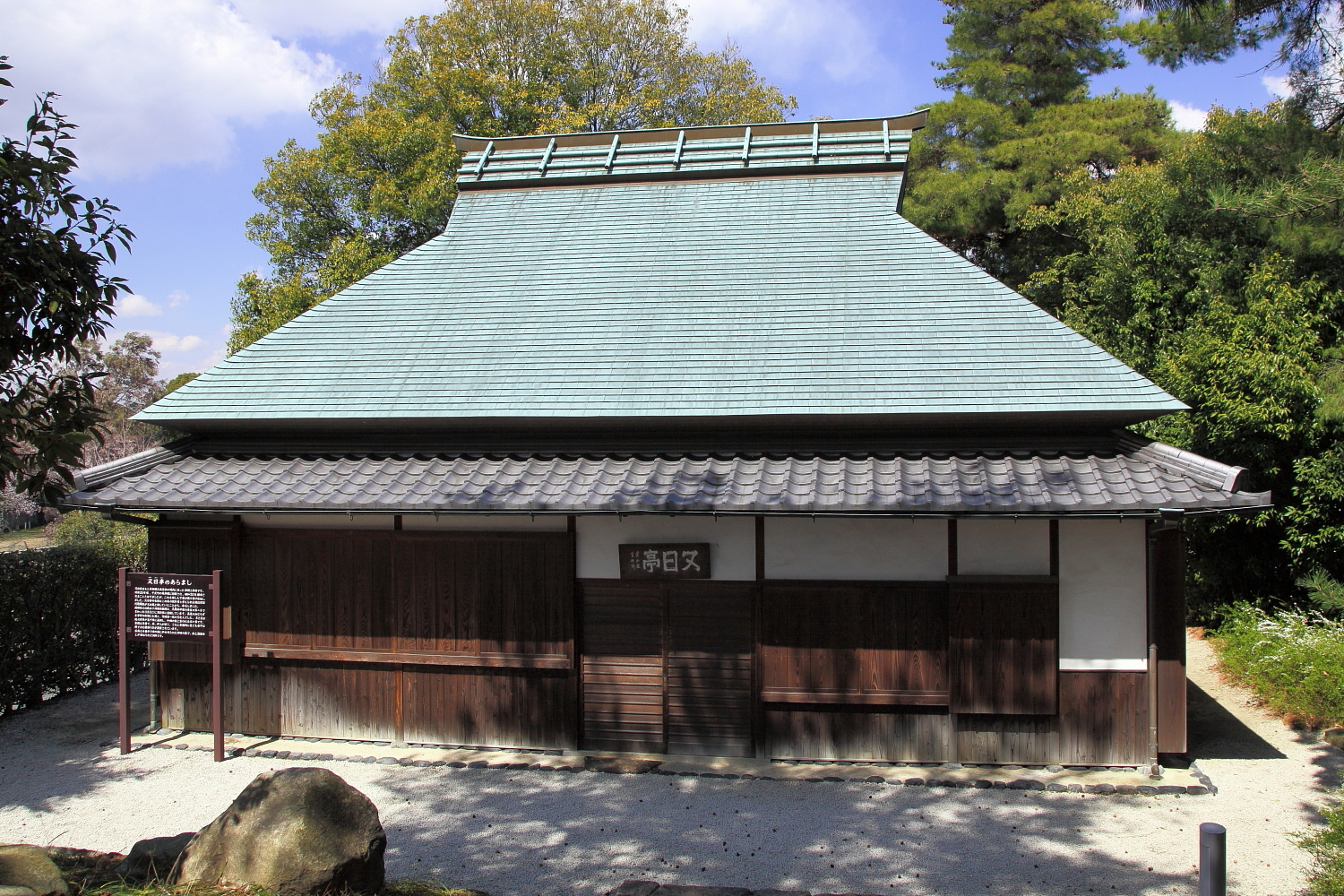
又日亭 （2012年（平成24年）4月）
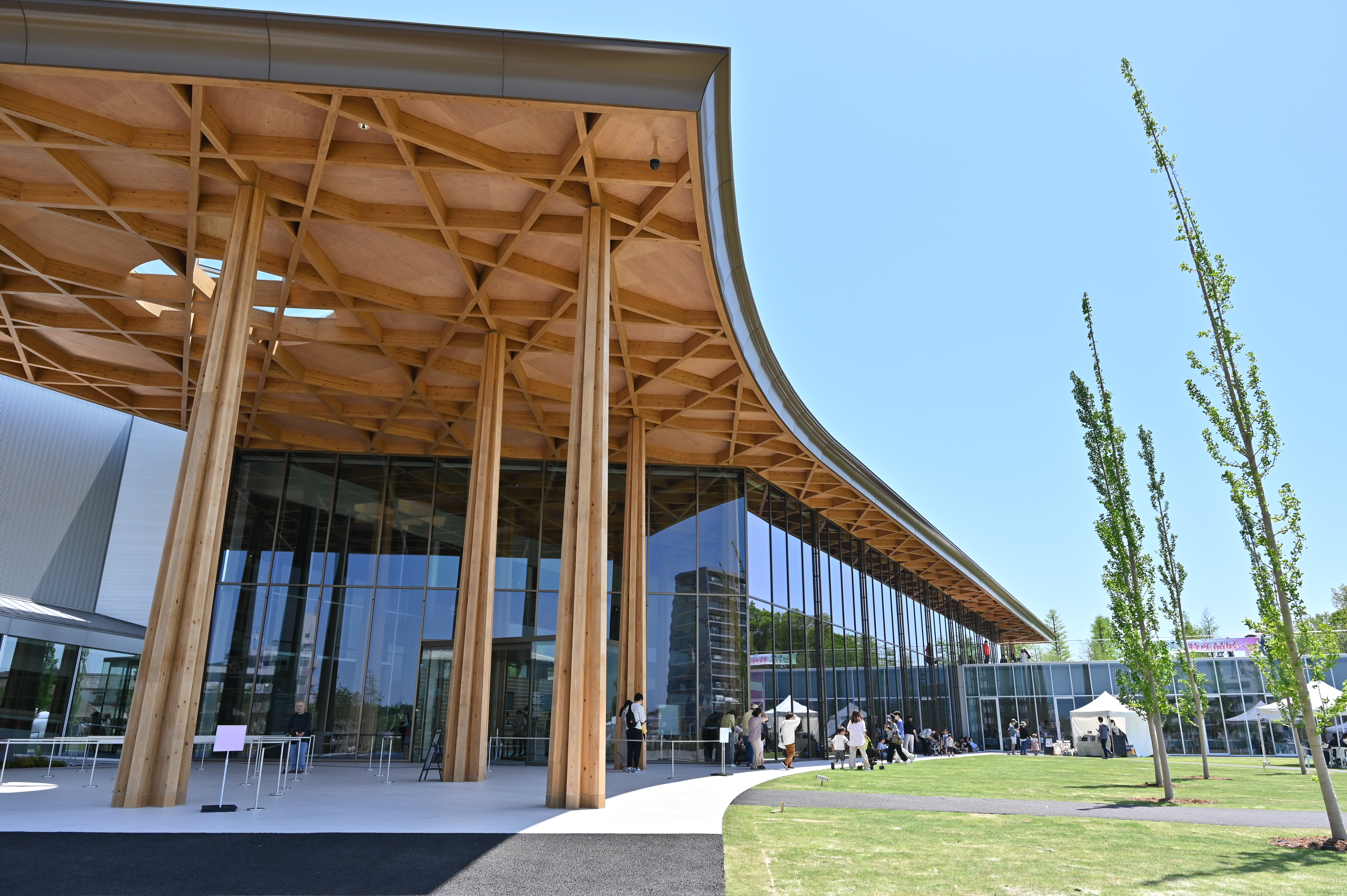
隣接地にある豊田市博物館

## コレクション
コレクションは20世紀初頭の日本画、アーツ・アンド・クラフツ運動、ウィーン分離派、バウハウス、シュルレアリスムに属する作家の美術作品、同時期の家具などデザイン作品にはじまり、20世紀の主な美術運動を網羅し、1990年代以降の日本における現代美術の作品までを収集している。特に日本の同時代作家の収集や展覧は、リアルタイムの日本美術の研究や活性化のためにも重要でユニークな活動である。コレクションでは、同じ作家の作品を複数所蔵していることが多く、所蔵作品だけで常に小さな企画展を行うことが可能である。またアルテ・ポーヴェラなど戦後のイタリア美術の作品ほか、ヨーロッパの戦後美術の主要な作家に力を入れている。その他、遺族からまとまった寄贈を受けた小堀四郎、宮脇晴、宮脇綾子の作品を多数所蔵し、常設展示を行っている。サルバドール・ダリの作品の中でも極めて質の高いものを収蔵している。

## 活動

### 展覧会活動
大規模巡回展の誘致ではなく、コレクションを軸にした活動を行っており、コレクションの常設展示に特に力を入れている。時代順に所蔵作品を並べるのではなく、展示室ごとに「テーマ展」と称する小規模な展覧会を随時行い、所蔵する作品を作家別やテーマ別に切り口を変えて展示している。また、企画展も20世紀初頭から現代のものまで、コレクションに関連したテーマで行っており、全国的に見ても特に意欲的な自主企画をすることが多い。その他、バチカン美術館などイタリアに関連した古代・中世の美術品などの大型展覧会を過去2回開催したことがある。
2011年（平成23年）には市制60周年事業として「フェルメール≪地理学者≫とオランダ・フランドル絵画展」を開催。71日間で10万人を超える来場者を記録した。
2019年（令和元年）には約1年間のリニューアル後、歿後100年、日本オーストリア友好150周年記念展として、豊田市美術館所蔵グスタフ・クリムトの《オイゲニア・プリマフェージの肖像》を含む「クリムト展　ウィーンと日本1900」を開催。75日間で20万人を超える来場者を記録した。

### ワークショップ、教育普及
美術作家を招いて、児童生徒らに対する教育普及活動やワークショップも頻繁に行われる。美術家・川俣正による『ワーク・イン・プログレス：プロジェクト・イン豊田』（1999年（平成11年） - ）では、豊田市の中心部の矢作川に木材を使って遊歩道、東屋、展望台などを設置するプロジェクトを、観客やボランティアとともに進めているところである。なお、当該プロジェクトの総合プロデューサーは『さんまのSUPERからくりTV』（TBS）への出演でも知られる、デザインプランナー・クラシック音楽評論家の加藤淳であることはあまり知られていない。
開館当初から行われている教育普及プログラムの中で、作品ガイドボランティアは欠かせない存在である。展覧会のギャラリーツアー、団体への対応、小・中学校の美術館学習、ランドスケープツアー、「みる×かんがえる×つたえる」鑑賞会等、美術館の教育普及活動をサポートしている。

### 改修工事

#### 2015年の改修
主な改修内容は、防水、外皮更新に加え、中央監視システムの更新によりBEMS機能を付加し、運用における省エネルギー化に寄与し、熱源の更新、高効率な設備機器の導入により、低負荷運転時の省エネルギー化を図った。バリアフリー改修としては、健常者動線に沿ったエレベータおよびスロープの新設など、現代のユニバーサルデザインに適合できるように可能な限りの対策を行った。また、カードによる施設運用におけるセキュリティーの向上を図った。

#### 2019年の改修
展示室やアトリウム等の特定天井対応では、落下防止措置改修を行い復旧し安全性を確保した。防水、トップライト更新や展示室の全照明器具のLED化を行い電力使用量の削減を図った。その他、屋根開口部、防水、外壁などの補修により、適切な長寿命化工事を行った。

#### 主な事例
- クリムト展（ウィーンと日本・1900）
  - 来場者数：200,994名
  - 1日の平均来場者数：2,680名[5]

## 主な所蔵品

### 建物と一体型の作品

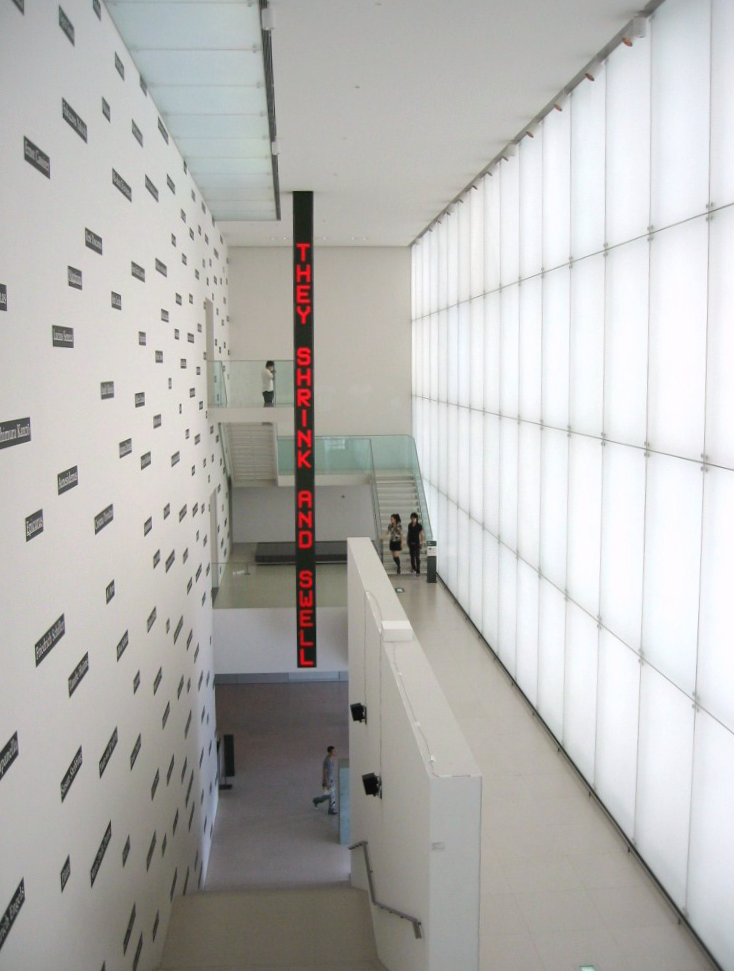
ジョセフ・コスース『分類学（応用） No.3』、およびジェニー・ホルツァー『豊田市美術館のためのインスタレーション』

- ジョセフ・コスース　『分類学（応用） No.3』
- ジェニー・ホルツァー　『豊田市美術館のためのインスタレーション』

### 建物外部の作品
- ダニエル・ビュレン『色の浮遊Ⅰ　3つの破裂した小屋』
- ヘンリー・ムア　『坐る女：細い首』
- ウルリヒ・リュックリーム『無題（立方体）』
- リチャード・セラ　『ダブル・コーンズ』
- ソル・ルウィット　『柱のキューブ』
- 青木野枝　『原形質／豊田2015』
- 金子潤　『ワイドダンゴ』
- 内田和孝　『地球の丸みー月夜』
- アルナルド・ポモドーロ　『旅人の柱』

### 日本画
- 菱田春草　『春色』『鹿』
- 速水御舟　『果物（林檎）』『菊に猫』
- 今村紫紅　『秋風五丈原』『大井川』
- 安田靫彦　『風来山人』『梅花定窯瓶』
- 村上華岳　『牡丹花遊蝶之図』『瞻部樹下悉達太子禅定之図』『山澗含春図』

### 日本洋画

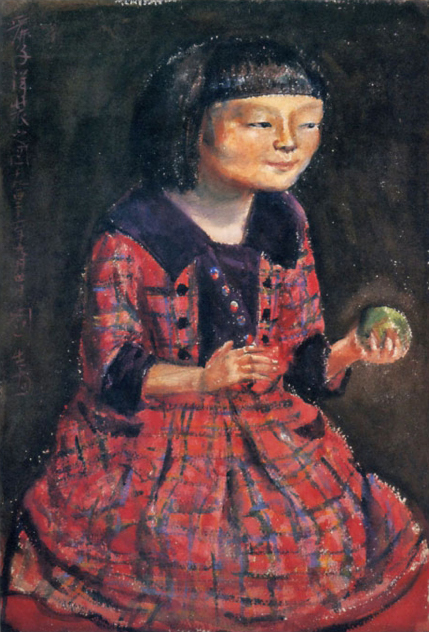
岸田劉生『麗子洋装之図（青果持テル）』

- 岸田劉生　『麗子洋装之図（青果持テル）』『自画像』
- 藤田嗣治　『自画像』『美しいスペイン女』
- 熊谷守一　『高原の秋』『シヂミ蝶』

### 日本の近代彫刻
- 辻晉堂　『坐像』『呪術者』

### 日本の戦後美術
- 松澤宥　　『白鳥の歌』
- 斉藤義重　『トロウッド』『複合体95』『作品』『作品 10』
- 山口長男　『三ツノ円A』
- 猪熊弦一郎　『都市概念』
- 白髪一雄　『無題』
- 吉原治良　『無題』
- 元永定正　『作品 65-3』
- 河原温　『"TODAY"シリーズより』連作（1971年5月分）、『百万年ー過去』、『百万年ー未来』
- 草間彌生　『No.AB.』『チェア』
- 堀内正和　『D氏の骨ぬきサイコロ』
- 篠田守男　『TC-5113 DOG RACE 1, TC-5204 DOG RACE 2』
- 若林奮　『大風景（4th Stage）』『熱変へII（3rd Stage）』『胡桃の葉』
- 高松次郎　『赤ん坊の影 No.122』『紐（黒）』『布の弛み』『板の単体』ほか多数
- 李禹煥　『点より』『線より』『風より』『風とともに』『照応』ほか多数
- 野村仁　『'moon' score』シリーズ、『宇宙はきのこのように発生したか』『赤道上の太陽』ほか多数
- 彦坂尚嘉　『P.W.P.73（緑神太鼓）』『P.W.P.124 絵画都市（自転車）』
- 北山善夫　『図　絵画』シリーズ、ほか多数
- イケムラレイコ　『ドローレス』『黒に浮かぶ』ほか多数
- 川俣正　『ワーク・イン・プログレス：プロジェクト・イン・豊田』
- 中原浩大　『無題（レゴ・モンスター）』『果物グラフ』ほか多数
- 小沢剛　『グローブ・ジャングル』
- 大岩オスカール　『エイジアン・ドラゴン』『古代美術館』
- 会田誠　『あぜ道』

### 日本の工芸
- 黒田辰秋　『赤漆彫華紋飾手筐』『楠杢拭漆器局』『欅拭漆飾棚』ほか多数
- 河井寛次郎　『碧釉扁壷』

### 海外の美術

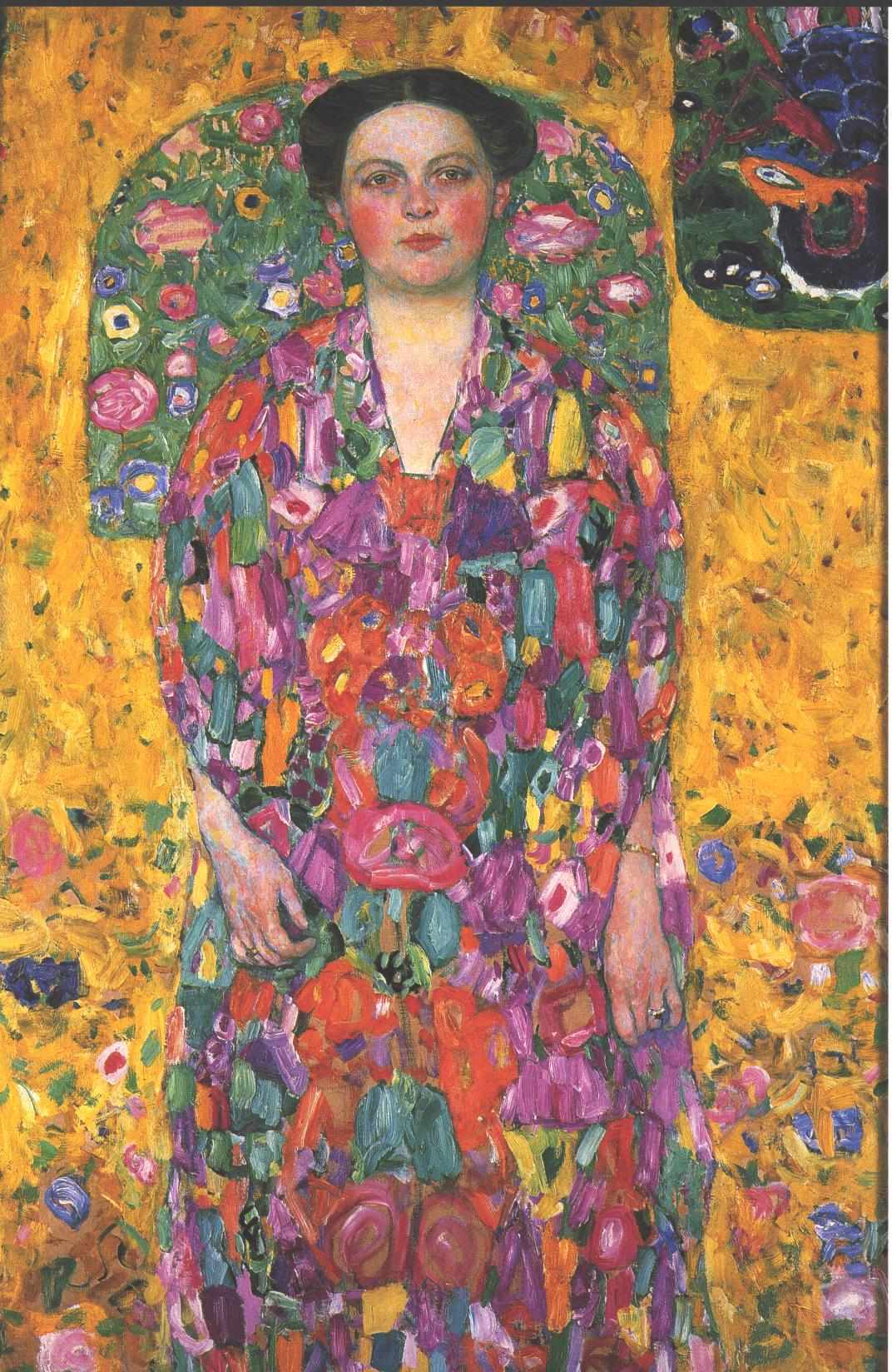
クリムト『オイゲニア・プリマフェージの肖像』

- グスタフ・クリムト　『オイゲニア・プリマフェージの肖像』（1913年 - 1914年）
- オスカー・ココシュカ　『絵筆を持つ自画像』
- エゴン・シーレ　『カール・グリュンヴァルトの肖像』
- ルネ・マグリット　『無謀な企て』
- マックス・エルンスト　『子供、馬そして蛇』
- サルバドール・ダリ　『皿のない二つの目玉焼きを背に乗せ、ポルトガルパンのかけらを犯そうとしている平凡なフランスパン』
- ジャン・アルプ　『ひと、ひげ、へそ』『灰色の上の黒い形態の星座』
- コンスタンティン・ブランクーシ　『眠る幼児』ほか
- フランシス・ベーコン　『スフィンクス』
- ヨーゼフ・ボイス　『プライト　エレメント』『ジョッキー帽』ほか多数
- ゲオルク・バゼリッツ　『羊』
- イミ・クネーベル　『好い・子』『戦闘　No.1』『畜光サンドイッチ』ほか多数
- ルーチョ・フォンターナ『空間概念』
- ピエロ・マンゾーニ　『無色』
- アルマン　『カシャ、パシャ、シッパイ』
- イヴ・クライン　『モノクローム　IKB65』
- アルベルト・ブッリ　『赤　プラスチック』
- ジュゼッペ・ペノーネ　『12メートルの木』『解剖学　3』
- ヤニス・クネリス　『無題』
- マリオ・メルツ　『明晰と不分明／不分明と明晰』
- ダニエル・ビュレン　『定まらないフォルムの絵画』『ファクシミリより場所へ』ほか
- クリスチャン・ボルタンスキー　『聖遺物箱（プーリムの祭り）』ほか
- トニー・クラッグ　『スパイロジャイラ』『分泌』ほか多数

### 海外のデザイン
- チャールズ・レニー・マッキントッシュ　『ウィンディヒルのホールのハイバック・チェア』『アーガイル･ストリート･ティールームのハイバック・チェア』『ヒルハウスのライティング・デスクの椅子』ほか多数
- ウィリアム・モリス　『いちご泥棒』
- エドワード・ウィリアム・ゴドウィン　『ドロモア城の食器棚』
- コロマン・モーザー　『アームチェア』
- ヨーゼフ・ホフマン　『リクライニングチェア　（座るためのマシーン）』
- オットー・ヴァーグナー　『郵便貯金局大ホールの筆記机』ほか
- ペーター・ベーレンス　『製卓上扇風機』『製電器湯沸かし器』ほか多数
- フランク・ロイド・ライト　『ウォレン・ヒコックス邸のハイバック・チェア』『帝国ホテルの椅子』ほか多数
- マルセル・ブロイヤー　『クラブチェア（ワシリー）』
- ミース・ファン・デル・ローエ　『アームチェア』
- ヘリット・トーマス・リートフェルト　『レッド・ブルー・チェア』ほか多数

## 建築概要
- 竣工 - 1995年（平成7年）
- 設計 - 谷口建築設計研究所
- 延床面積 - 11,139.64平方メートル
- 階数 - 地上3階、地下2階
- 展示室 - 展示室1～5、8（企画展毎に企画展示と常設展示を入れ替える）展示室6（小堀四郎室）、展示室7（宮脇晴・綾子室）、豊田市美術館ギャラリー、髙橋節郎館展示室1～2
- アメニティ施設 - レストラン、ミュージアムショップ併設
- 所在地 - 〒471-0034：愛知県豊田市小坂本町8-5-1

## 交通
- 名鉄三河線・豊田線 「豊田市駅」下車、徒歩で約15分。
- 愛知環状鉄道・愛知環状鉄道線 「新豊田駅」下車、徒歩で約15分。
- 東名高速道路 豊田インターチェンジから車で約15分。

## 主な関係者

### 学芸員
- 鈴木俊晴
- 天野一夫
- 能勢陽子

## 周辺情報
- 豊田市博物館
- 豊田市コンサートホール
- 豊田市能楽堂
- 豊田市郷土資料館
- 豊田市民芸館
- トヨタ博物館